# 충청남도의 유형문화재 (제1호 ~ 제100호)
충청남도 유형문화재는 지방유형문화재 중에서 충청남도에 있는 문화재를 의미한다.

## 지정목록

### 제1호 ~ 제100호
| 번호  | 사진 | 명칭                                                        | 소재지                                            | 관리자 (단체)                     | 지정일                                                                                     | 참조 |
| 1호   |      | 계룡산청량사지쌍탑 (鷄龍山淸凉寺址雙塔)                     | 충남 공주시 반포면 학봉리 산18                    | 동학사                            | 1971년 9월 14일 지정, 1998년 9월 29일 해제, 보물 제1284, 1285호로 승격                     |      |
| 2호   |      | (미상)                                                      |                                                   |                                   |                                                                                            |      |
| 3호   |      | 신안사대광전 (身安寺大光殿)                                 | 충남 금산군 제원면 신안리 52                      | 신안사                            | 1973년 12월 24일 지정                                                                      |      |
| 4호   |      | 금산천내리용호석 (錦山川內里龍虎石)                         | 충남 금산군 제원면 천내리 1006-45, 1006-52        | 금산군                            | 1973년 12월 24일 지정                                                                      |      |
| 5호   |      | (미상)                                                      |                                                   |                                   |                                                                                            |      |
| 6호   |      | (미상)                                                      |                                                   |                                   |                                                                                            |      |
| 7호   |      | 계룡산중악단 (鷄龍山中嶽壇)                                 | 충남 공주시 계룡면 양화리 8                       | 신원사                            | 1973년 12월 24일 지정, 1999년 3월 2일 해제, 보물 제1293호로 승격                           |      |
| 8호   |      | 구돈암서원사우및응도당                                      | 충남 논산시 연산면 임리 74                        | 광산김씨종중                      | 1973년 12월 24일 지정, 2000년 1월 11일 해제, 충남 유형문화재 제156호로 변경 지정           |      |
| 9호   |      | 연산아문 (連山衙門)                                         | 충남 논산시 연산면 연산리 229-2                   | 논산시                            | 1973년 12월 24일 지정                                                                      |      |
| 10호  |      | 논산원목다리 (論山원목다리)                                 | 충남 논산시 채운면 야화리 390                     | 논산시                            | 1973년 12월 24일 지정                                                                      |      |
| 11호  |      | 강경미내다리 (江景미내다리)                                 | 충남 논산시 채운면 삼거리 541                     | 논산시                            | 1973년 12월 24일 지정                                                                      |      |
| 12호  |      | (미상)                                                      |                                                   |                                   |                                                                                            |      |
| 13호  |      | 문수사극락보전 (文殊寺極樂寶殿)                             | 충남 서산시 운산면 태봉리 문수골길 201            | 문수사                            | 1973년 12월 24일 지정                                                                      |      |
| 14호  |      | 동문리오층석탑및당간지주 (東門里五層石塔및幢竿支柱)         | 충남 서산시 동문동 832-1, 832-15                  | 서산시                            | 1973년 12월 24일 지정, 2008년 4월 10일 해제, 충남 유형문화재 제195호 및 제196호로 분리지정 |      |
| 15호  |      | 당진 영랑사 대웅전 (唐津 影浪寺 大雄殿)                     | 충남 당진시 고대면 진관로 142-52(진관리 529)      | 대한불교조계종 영랑사             | 1973년 12월 24일 지정                                                                      |      |
| 16호  |      | 온주아문및동헌 (溫州衙門및東軒)                             | 충남 아산시 읍내동 370                            | 아산시                            | 1973년 12월 24일 지정                                                                      |      |
| 17호  |      | 여민루 (慮民樓)                                             | 충남 아산시 영인면 아산리 628                     | 아산시                            | 1973년 12월 24일 지정                                                                      |      |
| 18호  |      | 유형장군유물 (柳珩將軍遺物)                                 | 충남 공주시                                       | 유석민                            | 1973년 12월 24일 지정, 2012년 7월 1일 해제, 세종시 유형문화재 제14호로 재지정              |      |
| 19호  |      | (미상)                                                      |                                                   |                                   |                                                                                            |      |
| 20호  |      | 마곡사동제은입사향로 (麻谷寺銅製銀入絲香爐)                 | 충남 공주시 사곡면 운암리 567                     | 마곡사                            | 1973년 12월 24일 지정                                                                      |      |
| 21호  |      | 부여세탑리오층석탑 (扶餘細塔里五層石塔)                     | 충남 부여군 초촌면 세탑리 312-1 외 4필지          | 부여군                            | 1973년 12월 24일 지정                                                                      |      |
| 22호  |      | 현내리부도 (縣內里浮屠)                                     | 충남 부여군 석성면 금백로 369-18                  | 부여군                            | 1973년 12월 24일 지정                                                                      |      |
| 23호  |      | 금성산석불좌상 (錦城山石佛坐像)                             | 충청남도 부여군 계백로 334-47 (부여읍)            | 조왕사                            | 1973년 12월 24일 지정                                                                      |      |
| 24호  |      | 부여석목리석조비로자나불좌상 (扶餘石木里石造毘盧蔗那佛坐像) | 충남 부여군 부여읍 논절로 25-6                    | 남궁순                            | 1973년 12월 24일 지정                                                                      |      |
| 25호  |      | 무량사김시습부도 (無量寺金時習浮屠)                         | 충남 부여군 외산면 만수리 125-1                   | 무량사                            | 1973년 12월 24일 지정                                                                      |      |
| 26호  |      | 성주사지동삼층석탑 (聖住寺址東三層石塔)                     | 충남 보령시 성주면 성주리 73                      | 보령시                            | 1979년 7월 3일 지정, 2019년 3월 28일 해제, 보물 제2021호로 승격                            |      |
| 27호  |      | 도림사지삼층석탑 (道林寺址三層石塔)                         | 충남 청양군 적곡면 적곡리 669                     | 청양군                            | 1973년 12월 24일 지정                                                                      |      |
| 28호  |      | 흥주사삼층석탑 (興住寺三層石塔)                             | 충남 태안군 태안읍 상옥리 1154                    | 흥주사                            | 1973년 12월 24일 지정                                                                      |      |
| 29호  |      | 부여홍량리오층석탑 (扶餘鴻良里五層石塔)                     | 충남 부여군 홍산면 홍량리 190-1 외 1필지          | 부여군                            | 1974년 9월 1일 지정                                                                        |      |
| 30호  |      | 노강서원 (魯岡書院)                                         | 충남 논산시 광석면 오강길 56-5                    | 노강서원                          | 1974년 9월 1일 지정                                                                        |      |
| 31호  |      | 신원사오층석탑 (新元寺五層石塔)                             | 충남 공주시 계룡면 양화리 8                       | 대한불교조계종신원사              | 1974년 9월 1일 지정                                                                        |      |
| 32호  |      | 보령수부리귀부및이수 (保寧水芙里龜趺및螭首)                 | 충남 보령시 웅천읍 수부리 16-6                    | 단원사                            | 1974년 9월 1일 지정                                                                        |      |
| 33호  |      | 성주사지석등 (聖住寺址石燈)                                 | 충남 보령시 성주면 성주리 73                      | 보령시                            | 1974년 9월 1일 지정                                                                        |      |
| 34호  |      | 문수사금동여래좌상 (文殊寺金銅如來坐像)                     | 충남 서산시 문수골길 201                          | 문수사                            | 1974년 8월 31일 지정                                                                       |      |
| 35호  |      | 쌍수정사적비 (雙樹亭史蹟碑)                                 | 충남 공주시 금성동 14-4                           | 공주시                            | 1976년 1월 8일 지정                                                                        |      |
| 36호  |      | 명국삼장비 (明國三將碑)                                     | 충남 공주시 금성동 10-2                           | 공주시                            | 1976년 1월 8일 지정                                                                        |      |
| 37호  |      | 공북루 (拱北樓)                                             | 충남 공주시 금성동 165                            | 공주시                            | 1976년 1월 8일 지정                                                                        |      |
| 38호  |      | (미상)                                                      |                                                   |                                   |                                                                                            |      |
| 39호  |      | (미상)                                                      |                                                   |                                   |                                                                                            |      |
| 40호  |      | 보령관아문 (保寧官衙門)                                     | 충남 보령시 주포면 보령리 261-1외4                | 보령시                            | 1976년 1월 8일 지정                                                                        |      |
| 41호  |      | 서산관아문및외동헌 (瑞山官衙門및外東軒)                     | 충남 서산시 관아문길 1                            | 서산시                            | 1976년 1월 8일 지정                                                                        |      |
| 42호  |      | 직산현관아 (稷山縣官衙)                                     | 충남 천안시 서북구 직사읍 군동리 327-8            | 천안시                            | 1976년 1월 8일 지정                                                                        |      |
| 43호  |      | 김정희선생고택 (金正喜先生古宅)                             | 충남 예산군 신암면 추사고택로 261                 | 예산군관광시설사업소 추사고택담당 | 1976년 1월 8일 지정                                                                        |      |
| 44호  |      | 김정희선생유물 (金正喜先生遺物)                             | 충남 예산군 신안면 추사고택로 261                 | 김성기                            | 1976년 1월 8일 지정                                                                        |      |
| 45호  |      | 화순옹주홍문 (和順翁主紅門)                                 | 충남 예산군 신암면 용궁리 799-2                   | 김성기                            | 1976년 1월 8일 지정                                                                        |      |
| 46호  |      | 의열사비 (義烈祠碑)                                         | 충남 부여군 부여읍 석탑로 남령길 38               | 부여유림                          | 1976년 1월 8일 지정                                                                        |      |
| 47호  |      | 부산각서석 (浮山刻書石)                                     | 충남 부여군 규암면 진변로 142                     | 부여군                            | 1976년 1월 8일 지정                                                                        |      |
| 48호  |      | (미상)                                                      |                                                   |                                   |                                                                                            |      |
| 49호  |      | 공주동원리석탑 (公州東院里石塔)                             | 충남 공주시 신풍면 동원리 380                     | 공주시                            | 1976년 1월 8일 지정                                                                        |      |
| 50호  |      | 갑사석조약사여래입상 (甲寺石造藥師如來立像)                 | 충남 공주시 계룡면 중장리 52                      | 갑사                              | 1976년 1월 8일 지정                                                                        |      |
| 51호  |      | 갑사석조보살입상 (甲寺石造菩薩立像)                         | 충남 공주시 계룡면 중장리 52                      | 갑사                              | 1976년 1월 8일 지정                                                                        |      |
| 52호  |      | 갑사사적비 (甲寺史蹟碑)                                     | 충남 공주시 계룡면 중장리 52                      | 갑사                              | 1976년 1월 8일 지정                                                                        |      |
| 53호  |      | 관촉사배례석 (灌燭寺拜禮石)                                 | 충남 논산시 관촉동 254                            | 관촉사                            | 1976년 1월 8일 지정                                                                        |      |
| 54호  |      | 논산신풍리마애불 (論山新豊里磨崖佛)                         | 충남 논산시 부적면 신풍리 20-7                    | 광산김씨종중                      | 1976년 1월 8일 지정                                                                        |      |
| 55호  |      | 논산덕평리석조여래입상 (論山德坪里石造如來立像)             | 충남 논산시 부적면 덕평리 산4                     | 논산시                            | 1976년 1월 8일 지정                                                                        |      |
| 56호  |      | 정산남천리석탑 (定山南泉里石塔)                             | 충남 청양군                                       | 청양군                            | 1976년 1월 8일 지정                                                                        |      |
| 57호  |      | 무량사당간지주 (無量寺幢竿支柱)                             | 충남 부여군 외산면 만수리 118-1                   | 무량사                            | 1976년 1월 8일 지정                                                                        |      |
| 58호  |      | 용화사 석조여래입상 (龍華寺 石造如來立像)                   | 충남 천안시 동남구 목천읍 동리 178-2              | 용화사                            | 1976년 1월 8일 지정                                                                        |      |
| 59호  |      | (미상)                                                      |                                                   |                                   |                                                                                            |      |
| 60호  |      | 논산탑정리석탑 (論山塔亭里石塔)                             | 충남 논산시 부적면 탑정리 64-4                    | 이정구                            | 1976년 1월 8일 지정                                                                        |      |
| 61호  |      | 공주오룡리귀부 (公州五龍里龜趺)                             | 충남 공주시 이인면 오룡리 296                     | 공주시                            | 1976년 1월 8일 지정                                                                        |      |
| 62호  |      | 마곡사동종 (麻谷寺銅鐘)                                     | 충남 공주시 사곡면 운암리 567                     | 마곡사                            | 1976년 1월 8일 지정                                                                        |      |
| 63호  |      | 이삼장군유물 (李森將軍遺物)                                 | 충남 논산시 상월면 주곡리 산20-9                  | 이재명                            | 1976년 1월 8일 지정                                                                        |      |
| 64호  |      | 김시습영정 (金時習影幀)                                     | 충남 부여군 외산면 만수리 116                     | 무량사                            | 1976년 1월 8일 지정, 2006년 12월 29일 해제, 보물 제1497호호 승격                           |      |
| 65호  |      | 남포관아문 (藍浦官衙門)                                     | 충남 보령시 남포면 읍내리 364-1외7                | 보령시                            | 1976년 1월 8일 지정                                                                        |      |
| 66호  |      | 계룡산신도내주초석석재 (鷄龍山新都內柱礎石石材)             | 충남 계룡시 두마면(정장리,부남리,석계리)          | 계룡대근무지원단                  | 1976년 6월 9일 지정                                                                        |      |
| 67호  |      | 임리정 (臨履亭)                                             | 충남 논산시 강경읍 황산리 95                      | 광산김씨종중                      | 1976년 6월 9일 지정                                                                        |      |
| 68호  |      | 이남규선생고택 (李南珪先生故宅)                             | 충남 예산군 대술면 상항방산로 181-8(상항리 334-2) | 이문원                            | 1976년 7월 7일 지정, 2014년 2월 25일 해제, 중요민속문화재 제281호로 승격                   |      |
| 69호  |      | 예산상항리석불 (禮山上項里石佛)                             | 충남 예산군 대술면 상항리 332-2                   | 예산군                            | 1976년 10월 14일 지정                                                                      |      |
| 70호  |      | (미상)                                                      |                                                   |                                   |                                                                                            |      |
| 71호  |      | (미상)                                                      |                                                   |                                   |                                                                                            |      |
| 72호  |      | (미상)                                                      |                                                   |                                   |                                                                                            |      |
| 73호  |      | (미상)                                                      |                                                   |                                   |                                                                                            |      |
| 74호  |      | (미상)                                                      |                                                   |                                   |                                                                                            |      |
| 75호  |      | 공주향교 (公州鄕校)                                         | 충남 공주시 교동 211                              | 공주유림                          | 1978년 3월 31일 지정                                                                       |      |
| 76호  |      | 팔괘정 (八掛亭)                                             | 충남 논산시 강경읍 황산리 86                      | 논산시                            | 1978년 3월 31일 지정                                                                       |      |
| 77호  |      | 가정목은선생문집판 (稼亭牧隱先生文集板)                     | 충남 서천군                                       | 한산이씨종중                      | 1978년 3월 31일 지정                                                                       |      |
| 78호  |      | (미상)                                                      |                                                   |                                   |                                                                                            |      |
| 79호  |      | 비암사극락보전 (碑岩寺極樂寶殿)                             | 충남 연기군 전의면 비암사길 137                   | 비암사                            | 1978년 12월 30일 지정, 2012년 7월 1일 해제, 세종시 유형문화재 제1호로 재지정               |      |
| 80호  |      | 신원사대웅전 (新元寺大雄殿)                                 | 충남 공주시 계룡면 양화리 8                       | 신원사                            | 1978년 12월 30일 지정                                                                      |      |
| 81호  |      | 덕천군묘출토분청이부호 (德泉君墓出土紛靑耳咐壺)             | 충남 공주시 웅진동 360 국립공주박물관             | 국립공주박물관                    | 1978년 12월 30일 지정, 2012년 7월 1일 해제, 세종특별자치시로 편입                          |      |
| 82호  |      | 운장암철제보살좌상 (운장암철제菩薩坐像)                     | 충남 청양군 사양면 온암리                         | 운장암                            | 1978년 12월 30일 지정, 1989년 4월 10일 해제, 보물 제986호로 승격                           |      |
| 83호  |      | 이광임선생고택 (李廣任先生故宅)                             | 충남 예산군 대술면 방산리 344                     | 이항복                            | 1978년 12월 30일 지정                                                                      |      |
| 84호  |      | 이만유장군유물 (李萬유將軍遺物)                             | 충남 당진시 신평면 거산리                         | 이광수                            | 1978년 12월 30일 지정                                                                      |      |
| 85호  |      | 광덕사 부도 (廣德寺 浮屠)                                   | 충남 천안시 동남구 광덕면 광덕리 640              | 광덕사                            | 1978년 12월 30일 지정                                                                      |      |
| 86호  |      | 익성군신도비및무석 (益城君神道碑및武石)                     | 충남 논산시 은진면 용산리 산 97-3                 | 전주이씨종중                      | 1979년 7월 3일 지정                                                                        |      |
| 87호  |      | 홍성상하리미륵불 (洪城上下里彌勒佛)                         | 충남 홍성군 홍북읍 상하리 산1-2                   | 홍성군                            | 1979년 7월 3일 지정                                                                        |      |
| 88호  |      | 은진관촉리비로자나석불입상 (恩津灌燭里毘盧舍那石佛立像)     | 충남 논산시 관촉동 215                            | 안정혁                            | 1979년 12월 19일 지정                                                                      |      |
| 89호  |      | 연평부원군신도비 (延平府院君神道碑)                         | 충남 공주시 이인면 만수리 524                     | 연안이씨연평부원군종회            | 1979년 12월 19일 지정                                                                      |      |
| 90호  |      | (미상)                                                      |                                                   |                                   |                                                                                            |      |
| 91호  |      | 연산천호리비로자나석불 (連山天護里毘盧舍那石佛)             | 충남 논산시 연산면 천호리                         | 김계섬                            | 1980년 10월 23일 지정                                                                      |      |
| 92호  |      | 선화당 (宣化堂)                                             | 충남 공주시 웅진동 332-9                          | 공주시                            | 1980년 12월 29일 지정                                                                      |      |
| 93호  |      | 공주 포정사 문루 (公州 布政司 門樓)                         | 충남 공주시 웅진동 332-9                          | 공주시                            | 1980년 12월 29일 지정                                                                      |      |
| 94호  |      | 공주상신리당간지주 (公州上莘里幢竿支株)                     | 충남 공주시 반포면 상신리 66                      | 공주시                            | 1981년 6월 16일 지정                                                                       |      |
| 95호  |      | 갑사강당 (甲寺講堂)                                         | 충남 공주시 계룡면 중장리52                       | 갑사                              | 1981년 12월 21일 지정                                                                      |      |
| 96호  |      | 부여동헌 (扶餘東軒)                                         | 충남 부여군 부여읍 부소로 15                      | 부여군                            | 1982년 8월 3일 지정                                                                        |      |
| 97호  |      | 홍산객사 (鴻山客舍)                                         | 충남 부여군 홍산면 북촌로 47외                    | 부여군                            | 1982년 8월 3일 지정                                                                        |      |
| 98호  |      | 공주가척리석탑 (公州加尺里石塔)                             | 충남 공주시 탄천면 가척리 5                       | 청림사                            | 1982년 12월 31일 지정                                                                      |      |
| 99호  |      | 공주소학리효자향덕비 (公州巢鶴里孝子向德碑)                 | 충남 공주시 소학동 76-6                           | 공주시                            | 1982년 12월 31일 지정                                                                      |      |
| 100호 |      | 무량사오층석탑출토유물 (無量寺五層石塔出土遺物)             | 충남 부여군 외산면 무량로 203                     | 무량사                            | 1983년 9월 29일 지정                                                                       |      |